# Edirne (stacja kolejowa)
Edirne (tur: Edirne garı) – stacja kolejowa w Edirne, w prowincji Edirne, w Turcji. Jest to główna stacja w mieście, położona na południowy wschód od centrum miasta. Obsługuje pociągi regionalne do Stambułu Türkiye Cumhuriyeti Devlet Demiryolları oraz międzynarodowe do Bukaresztu i Belgradu.

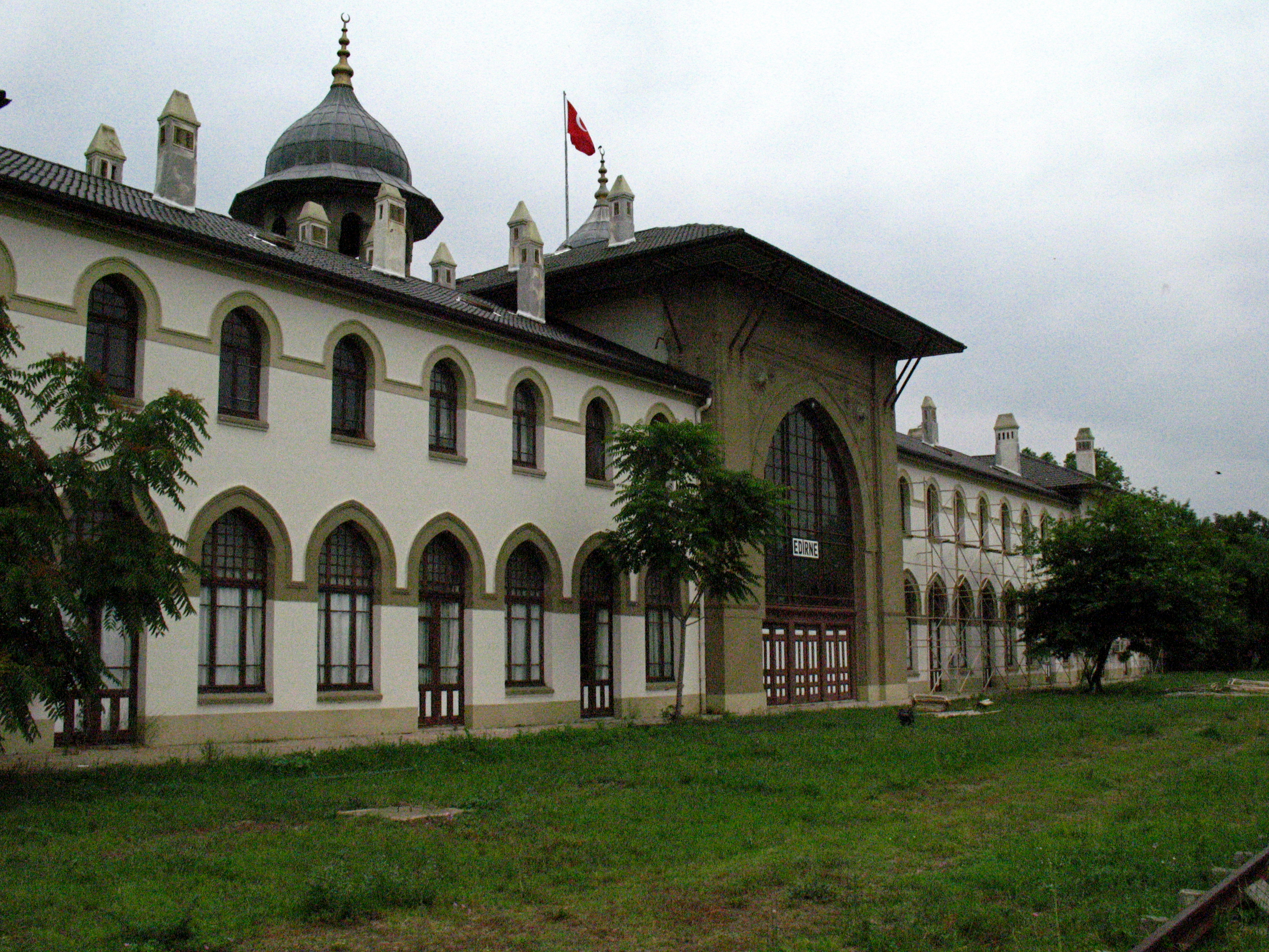
Front dawnej stacji kolejowej Karaağaç
(funkcjonującej przed 1971)

Kiedy Chemins de fer Orientaux (CO) rozpoczęło budowę swojej głównej linię między Stambułem i Wiedniem w Imperium Osmańskim, zbudowano linię również obsługującą Edirne. Jednak ta linia nie wchodziła do miasta, a stację zbudowano w miejscowości Karaağaç, 4 km na południowy zachód od Edirne. Piękny dworzec kolejowy Karaağaç otwarto z wielkim głównym budynkiem. Po Tureckiej Wojnie Niepodległościowej i podpisaniu Traktatu z Lozanny, określającego granice Turcji, linia kolejowa znalazła się w granicach Grecji. To stało się problemem dla greckiej i tureckiej służby kolejowej, więc w 1971 roku, Tureckie Koleje Państwowe zbudowały nową linię kolejową linię do Edirne z Pehlivanköy, która prowadziła dalej do granicy z Bułgarią. W wyniku tego dworzec Karaağaç został zamknięty. W 1997 roku linia została zelektryfikowana.

## Linie kolejowe
- Stambuł – Edirne